# When the Lovelight Starts Shining Through His Eyes
"When the Lovelight Starts Shining Through His Eyes" was de eerste hitsingle voor de populairste meidengroep van Motown, The Supremes. Het was de eerste top 40 hit voor de groep. Uiteindelijk bereikte het de #23 positie. De B-kant van de single, "Standing at the Crossroads of Love", was de voorganger van de grote hit uit 1967 van mede-Motowngroep The Four Tops, "Standing in the Shadows of Love".
"When the Lovelight Starts Shining Through His Eyes" werd geschreven door Holland-Dozier-Holland, die na het succes van de single tot hun vertrek bij Motown alle singles voor The Supremes zouden schrijven.

## Bezetting
- Lead: Diana Ross
- Achtergrondzangeressen: Mary Wilson en Florence Ballard
- Instrumentatie: The Funk Brothers
- Schrijvers: Holland-Dozier-Holland
- Productie: Brian Holland en Lamont Dozier

## Coverversie
Een coverversie staat op A girl called Dusty, de debuut-lp van Dusty Springfield uit 1964.